# Maomé Amade
Maomé Amade ibne Saíde Abedalá (Muhammad Ahmad ibn as Sayyid abd Allah) conhecido também como Mádi (12 de agosto de 1844 - 22 de junho de 1885), foi um núbio, líder religioso sufi da ordem Samaniyya no Sudão que, quando jovem, estudou o islamismo sunita. Em 1881, ele alegou ser o Mahdi. Ele liderou uma guerra bem sucedida contra o domínio militar otomano-egípcio no Sudão e alcançou uma vitória notável sobre os britânicos, no cerco de Cartum. Ele criou um vasto estado islâmico que se estende do Mar Vermelho à África Central e fundou um movimento que permaneceu influente no Sudão um século depois.
De seu anúncio do Mahdiyya em junho de 1881 até 1898, o crescente número de apoiadores do Mahdi, os Ansars, estabeleceram muitas de suas doutrinas teológicas e políticas. Após a morte inesperada de Muhammad Ahmad em 22 de junho de 1885, seu vice-chefe, Abdallahi ibn Muhammad, assumiu a administração do nascente estado mahdista.

Após a morte de Ahmad, Abdallahi governou como Khalifa, mas seu governo autocrático, bem como a força militar britânica aplicada diretamente, destruiu o estado Mahdi após a conquista anglo-egípcia do Sudão em 1899. Apesar disso, o Mahdi continua sendo uma figura respeitada na história do Sudão. No final do século XX, um de seus descendentes diretos, Sadiq al-Mahdi, serviu duas vezes como primeiro-ministro do Sudão (1966–67 e 1986–89). Ele seguiu políticas democratizantes.